# Irvillac
Irvillac (en bretó Irvilhag) és un municipi francès, situat a la regió de Bretanya, al departament de Finisterre. L'any 2006 tenia 1.243 habitants.

## Demografia
| 1962                                       | 1968 | 1975 | 1982 | 1990  | 1999  |
| ------------------------------------------ | ---- | ---- | ---- | ----- | ----- |
| 1.143                                      | 983  | 822  | 935  | 1.005 | 1.011 |
| Des de 1962: població sense dobles comptes |      |      |      |       |       |

## Administració
| Període | Identitat         | Partit |
| ------- | ----------------- | ------ |
| 2008-   | Jean-Noël Le Gall |        |